# Mathias Schach
Mathias Schach († 5. November 1515) war Kartäuser und Weihbischof in Freising.

## Leben
Mathias Schach war Kartäuser und Prior der 1484 gegründeten Kartause Prüll bei Regensburg, Am 19. November 1495 wurde er zum Bischof von Salona und Weihbischof in Freising ernannt und durch Bischof Ruprecht von Regensburg konsekriert. 1507 war er Mitkonsekrator von Bischof Philipp von Freising. Er starb 1515 und wurde wahrscheinlich in der Kartause Prüll bestattet.